# Wind (Chandalar)
Pour les articles homonymes, voir Wind.

La rivière Wind est un cours d'eau d'Alaska, aux États-Unis située dans la région de recensement de Yukon-Koyukuk. C'est un affluent de la East Fork Chandalar, qui est un des affluents de la rivière Chandalar, elle-même affluent du  fleuve Yukon.

## Description
Longue de 80 milles (129 km), elle coule en direction du sud-est pour rejoindre la East Fork Chandalar à 39 milles (63 km) au nord-ouest de la chaîne Brooks.
Son nom local a été référencé en 1927 par J.B. Mertie de l'United States Geological Survey.

## Sources
- (en) « Wind (Chandalar) », Geographic Names Information System